# 山中湖温泉
山中湖温泉（やまなかこおんせん）は山梨県南都留郡山中湖村にある温泉。

## 泉質
- アルカリ性単純温泉
  - 泉温　26.1℃

## 温泉街
富士五湖のうちの一つ、山中湖周辺に温泉地が点在している。
日帰り温泉施設は2軒、温泉宿泊施設は7軒程ある。一部の施設では富士山と山中湖を眺望しながら、入浴可能。

## 歴史
平成8年（1996年）に村営の日帰り温泉・石割の湯が開業したのを機に、平成10年（1998年）には紅富士の湯もオープン。それに続くように、温泉開発されていった。

## アクセス
- 東富士五湖道路山中湖ICより、車で約3分。
- 富士山麓電気鉄道富士急行線・富士山駅よりバスで40分。「紅富士の湯」又は「旭ヶ丘」バス停下車。